# Hôtel Saint-Antoine
L'hôtel Saint-Antoine est un édifice situé dans la ville de Perpignan, dans les Pyrénées-Orientales en région Occitanie.

## Histoire
La pierre date du XIVe siècle, réemployée dans un bâtiment récent, elle proviendrait de l'ancien cloître de Saint-Jean de Perpignan. Elle porte le blason parlant de la famille d'Alenya. Un Pierre d'Alenya fut prieur des Dominicains en 1343. Cela ajouté au fait que la rue se nommait autrefois rue des Jacobins, portant à croire que cette pierre sculptée proviendrait de moins loin que le cloître Saint-Jean. Il est même assez probable qu'elle est à peu près restée en place.
La pierre incrustée dans une façade sur cour est inscrite au titre des monuments historiques par arrêté du 12 juillet 1965. 